# Stonki
Stonki (Chrysomeloidea) – nadrodzina chrząszczy z podrzędu wielożernych i infrarzędu Cucujiformia. 